# Gaios (Koroplast)
Gaios (altgriechisch Γαῖος) war ein griechischer Koroplast, der im 1. Jahrhundert n. Chr. in Myrina tätig war.
Gaios ist nur von zwei Signaturen auf Tonstatuetten eines stehenden Satyrs und eines Knaben bekannt. Die Statuette des Satyrs befindet sich im Louvre in Paris, die Statuette des Kindes ist verschollen.